# Burg Schönforst

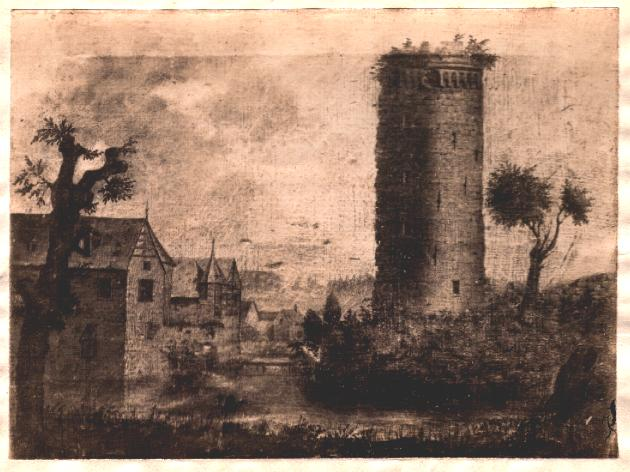
Ruine des Schönforster Bergfrieds im 19. Jh.

Die Burg Schönforst war eine Wasserburg im heutigen Aachener Stadtteil Forst. Als Stammsitz des Adelsgeschlechts von Schönforst befand sie sich nahe der Reichsstraße, die von Aachen nach Trier führte, und war zudem Mittelpunkt der gleichnamigen Herrschaft.

## Geschichte
Die genauen Anfänge der Burg Schönforst liegen im Dunkel der Geschichte. Begründer und erster namentlich bekannter Besitzer der gleichnamigen Herrschaft war Reinhard von Schönau (auch Reinhard I. von Schönforst genannt), der als Herr von Schönforst erstmals 1348 urkundlich erwähnt wird. Er trat die Herrschaft im Jahr 1369 an seinen Sohn Reinhard II. ab, der sich schon nicht mehr von Schönau, sondern von Schönforst nannte. Erst zu dessen Zeit als Herr von Schönforst wird die Burg als Lehen des Kölner Erzbistums erstmals in Urkunden aufgeführt, sodass entweder Reinhard II. oder sein Vater Reinhard I. Erbauer der Burg gewesen sein muss.
Reinhard II. von Schönforst hatte in einer kriegerischen Auseinandersetzung den Bruder des Jülicher Herzogs Wilhelm III., Rainald von Jülich, gefangen genommen und ihn erst wieder auf freien Fuß gesetzt, als Wilhelm ein sehr hohes Lösegeld gezahlt hatte. Folglich war der erpresste Jülicher Herzog dem Herrn von Schönforst nicht allzu wohlgesinnt, und er belagerte seine Burg sieben Wochen lang im August und September des Jahres 1396, ehe sich deren Besatzung ergab. Wilhelm III. von Jülich verleibte Schönforst seinem Herzogtum ein und ließ die Burg anschließend wieder instand setzen sowie mit neuen Befestigungswerken versehen. Anschließend vergab er sie jedoch nicht als Lehen, sondern verpfändete sie häufig an verschiedene Untertanen. Auch unter Wilhelms Nachfolgern war sie ständig Pfandobjekt und gleichzeitig immer auch Sitz des herzöglichen Vogts für die Unterherrschaft „Amt Schönforst“.
Nachdem das Herzogtum Jülich zu Beginn des 17. Jahrhunderts an die Wittelsbacher gefallen war, verpfändete Pfalzgraf Wolfgang Wilhelm von Pfalz-Neuburg die Burg Schönforst samt Vogtei 1650 auf 24 Jahre an die Reichsabtei Kornelimünster. Zu jener Zeit war die Burg bereits verfallen. Wolfgang Wilhelm verpflichtete sich zwar, sie wieder instand setzen zu lassen, doch dieses Versprechen löste er nicht ein.

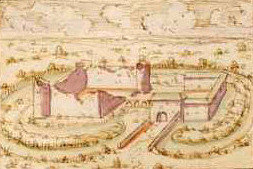
Abbildung der Burg als Ruine im Codex Welser von etwa 1720

Infolge des Dreißigjährigen Krieges zogen 1652 Truppen des aus seinem Land vertriebenen lothringischen Herzogs Karl IV. durch das Schönauer Gebiet. Unter ihrem Oberst de Champagne bezogen sie in der Burg Schönforst ihr Winterquartier, nachdem sie zuvor die Umgegend verwüstet und die Burgbewohner bedroht hatten, und hausten dort von Dezember 1652 bis Ende Februar 1653.
Im Jahr 1711 kam die mittlerweile zu einer Ruine verkommenen Burganlage im Tausch gegen das Haus Eller an die Familie von Spee, ehe sie nach der französischen Besatzungszeit an Preußen fiel. 1850 wurde die Anlage als Steinbruch genutzt und Material der Burggebäude beim Bau einer Fabrik gebraucht. Am 12. März des Jahres 1884 stürzte der letzte hohe Mauerrest der Burg ein, worauf die letzten Reste – darunter der ehemalige Bergfried – noch im gleichen Jahr endgültig abgetragen wurden. Zwar waren zu Beginn des 20. Jahrhunderts noch die ehemaligen Wassergräben vorhanden, doch auf dem Gelände, das ab 1906 der Stadt Aachen gehörte, ist heutzutage nichts mehr von der einstigen Burg zu sehen.

## Beschreibung

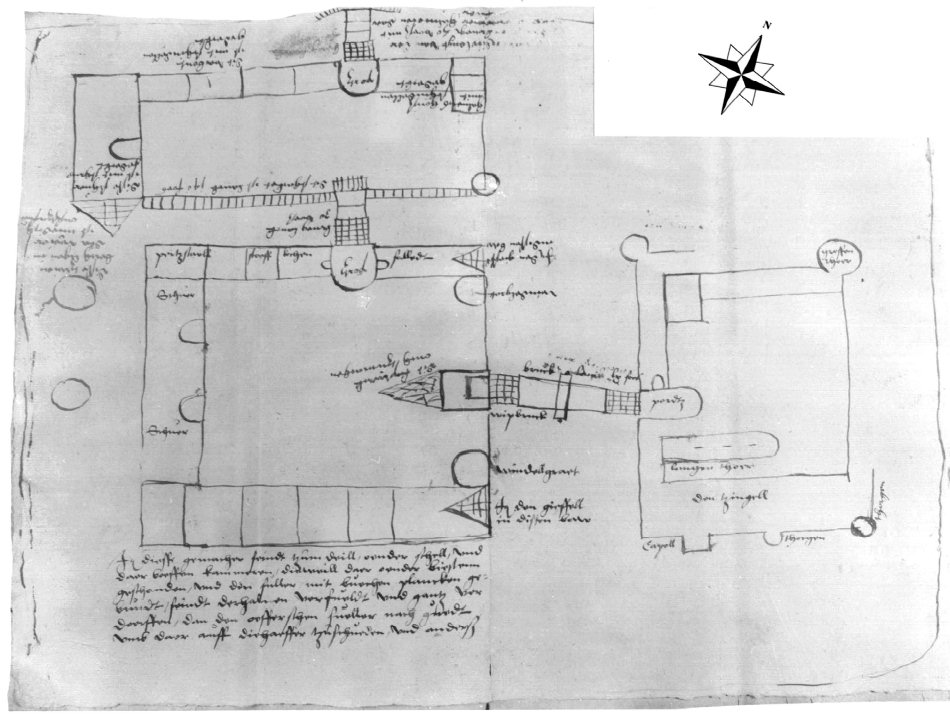
Skizzierter Lageplan der Burg Schönforst vom Ende des 16. Jh.

Durch einen Plan vom Ende des 16. Jahrhunderts ist das Aussehen der sonst kaum beschriebene Burganlage bekannt. Jedoch handelt es sich dabei nur um eine grobe Skizze, die fast ohne genaue Größenangaben wohl im Zuge von geplanten und dringend notwendigen Sanierungsmaßnahmen vermutlich auf Betreiben des damaligen Pfandherrn Adam Schaellert von Obbendorf angefertigt wurde. Der Plan vermittelt damit nur einen ungefähren Eindruck der damaligen Anlage. Es handelte sich um drei voneinander getrennte, auf Inseln liegende Gebäudekomplexe – zwei Vorburgen und eine Kernburg –, die über Brücken miteinander verbunden waren, wobei der Zugang zur Hauptburg nur über die beiden Vorburgen erreicht werden konnte.
Die rechteckige Insel der ersten Vorburg war über eine Brücke an ihrer Nordwest-Seite zu betreten. An der Nordwest- und an der Südwestseite war sie bebaut und erfüllte mit ihren Gebäuden wohl eine Verteidigungsfunktion für die Gesamtanlage. An ihrer Ostecke stand ein Rundturm, der in den breiten Wassergraben hineinragte, während die in Richtung der zweiten Vorburg gelegene Südost-Seite nur durch eine Palisade geschützt war. Der dort gelegene Zugang zur zweiten Vorburginsel war durch ein Fallgatter gesichert. Die zweite Vorburginsel war an drei Seiten bebaut und wohl der eigentliche Wirtschaftshof der Burg Schönforst. Ein großer rechteckiger Torturm an der Nordost-Seite sicherte die Wippbrücke zur Kernburg.
Die Kernburg war ein geschlossener Vierflügelbau, der einen rechteckigen Innenhof umgab. An der West- und Ostecke stand jeweils ein kleiner Rundturm, der wohl als Treppen- und Wehrturm diente. An der Nordecke stand ein größerer Rundturm, in dem ein tonnengewölbter Raum wahrscheinlich als Verlies genutzt wurde. Neben einer Burgkapelle im südöstlichen Gebäudeflügel war der auffälligste Bauteil der Hauptburg ihr etwa 100 Fuß hoher, dreigeschossiger Bergfried, der südlich des Eingangstors den Südwestflügel flankierte.